# Магазинеры
Магазинеры — дворянский род.
Потомство доктора медицины Марка Магазинера, вступившего в службу в 1809 году; 13 Апреля 1834 года произведён в статские советники, а 17 декабря 1837 года пожалован ему с потомством диплом на дворянское достоинство.

## Описание герба
Щит пересечён. В первой, золотой части, два чёрных противопоставленных орлиных крыла. Во второй, лазоревой части, серебряный, с золотою рукоятью, меч, в пояс, сопровождаемый серебряною о шести лучах звездой.
Щит увенчан дворянскими шлемом и короною. Нашлемник: три серебряных страусовых пера. Намёт: справа — чёрный, с золотом, слева — лазоревый, с серебром.